# Tupolev ANT-8
Il Tupolev ANT-8 (in cirillico Туполев АНТ-8) era un idrovolante monoplano bimotore progettato dallo TsAGI, all'epoca diretto da Andrej Nikolaevič Tupolev, e sviluppato in Unione Sovietica all'inizio degli anni trenta.
Progettato in seguito alla richiesta da parte delle autorità militari di un ricognitore marittimo a lungo raggio (da cui la designazione МДР-2, морской дальний разведчик - Morskoj Dal'nij Razvedčik), il suo sviluppo venne affidato a Ivan Ivanovič Pogosskij.

## Sviluppo
Nell'ambito delle iniziative volte alla costituzione della Marina Militare Sovietica, nel corso del 1925 le autorità militari richiesero allo TsAGI la realizzazione di un velivolo da destinare ai compiti di ricognizione marittima a lungo raggio.
All'epoca, però, l'istituto moscovita aveva tra le proprie priorità la realizzazione dei velivoli da bombardamento (in particolare l'ANT-6 ed il suo derivato ANT-7, portati in volo tra il 1929 ed il 1930); il progetto dell'ANT-8, anche in seguito a richieste di variazione avanzate nel frattempo dalle autorità sovietiche, procedette piuttosto a rilento fin quando, proprio nel 1930, non venne assegnato ad Ivan Pogosski, uno dei collaboratori di Tupolev che aveva già curato lo sviluppo dell'ANT-7.
Nelle linee generali l'ANT-8 ricordava il Rohrbach Romar, considerato all'epoca il miglior idrovolante disponibile sul mercato e, anche al fine di giungere più in fretta alla definizione del progetto finale, lo staff di Tupolev attinse ad altri progetti contemporaneamente in lavorazione: fu così che l'ala ed i piani di coda vennero ripresi dal progetto del Tupolev ANT-9. Tra le intenzioni iniziali vi era anche quella di sviluppare una versione commerciale dell'ANT-8 che, però, venne presto abbandonata per dare la priorità alle necessità militari.
Nell'aprile del 1930 un simulacro del velivolo venne presentato ad una commissione valutativa che, poco soddisfatta, evidenziò un lungo elenco di criticità; un secondo esame (svolto nel successivo mese di luglio) portò a nuove modifiche, prevalentemente relative alla disposizione dell'armamento.
Il prototipo, finalmente consegnato nel mese di dicembre del 1930, venne inviato per le prove di volo a Sebastopoli; il 30 gennaio del 1931 l'ANT-8 si alzò in volo per la prima volta. I test tuttavia non durarono a lungo, in quanto il velivolo denunciò soprattutto problemi di stabilità nella fase in acqua e venne riportato presso le officine dello TsAGI per la necessaria opera di revisione.
L'incremento del peso determinato dalle modifiche apportate, con il conseguente decadimento delle prestazioni, condusse le autorità a considerare inopportuno lo sviluppo dell'ANT-8, anche in considerazione del contemporaneo sviluppo dell'allora più promettente Chyetverikov MDR-3 (di dimensioni maggiori e di concezione più recente).
Il progetto dell'ANT-8 venne pertanto abbandonato ed il prototipo rimase l'unico esemplare realizzato, benché soggetto a numerose modifiche nel corso dei diversi cicli di prova.

## Descrizione tecnica
Il Tupolev ANT-8 era un idrovolante monoplano a scafo centrale; la sua struttura era interamente metallica: come ormai tutti i progetti di Tupolev era realizzato facendo ampio ricorso alle leghe di alluminio. Come detto, l'impennaggio e le ali erano state ricavate dal progetto dell'ANT-9 (che venne portato in volo quasi due anni prima dell'ANT-8, nel maggio del 1929). Al di sotto delle ali (grosso modo a metà della loro lunghezza) erano disposti due galleggianti, in funzione stabilizzatrice per le fasi di manovra in acqua. L'ANT-8 aveva anche la possibilità, se necessario, di montare un carrello d'atterraggio di tipo fisso, che conferiva al velivolo capacità anfibie.
Sulla parte superiore delle ali erano invece sistemati i due motori, alloggiati rispettivamente alla sommità di un'intelaiatura metallica e disposti in configurazione spingente. Le unità motrici erano due BMW VI: si trattava di motori 12 cilindri a V raffreddati a liquido che, a partire dal 1930, venivano prodotti su licenza in Unione Sovietica con il nome di Mikulin M-17.
L'armamento era previsto in quattro mitragliatrici DA-2 disposte in due postazioni (una all'estremità di prua ed una in un pozzetto dorsale nella sezione centrale della fusoliera), mentre il carico di caduta doveva essere costituito da un massimo di 900 kg di bombe alloggiate in rastrelliere subalari.